# Europese kampioenschappen veldrijden 2019 - Mannen elite
Het Europees kampioenschap veldrijden 2019 voor mannen elite werd gehouden op zondag 10 november in het Italiaanse Silvelle di Trebaseleghe. De Nederlandse favoriet Mathieu van der Poel won zijn derde titel bij de elite.

## Uitslag
| Pos.          | Renner                 | Land                | Tijd       |
| ------------- | ---------------------- | ------------------- | ---------- |
| Europese trui | Mathieu van der Poel   | Nederland           | 58'22"     |
| Zilver        | Eli Iserbyt            | België              | + 3"       |
| Brons         | Laurens Sweeck         | België              | + 20"      |
| 4             | Michael Vanthourenhout | België              | + 24"      |
| 5             | Lars van der Haar      | Nederland           | + 25"      |
| 6             | Quinten Hermans        | België              | + 38"      |
| 7             | Toon Aerts             | België              | + 1'01"    |
| 8             | Tom Pidcock            | Verenigd Koninkrijk | + 1'10"    |
| 9             | Felipe Orts Lloret     | Spanje              | + 1'22"    |
| 10            | Tim Merlier            | België              | + 1'42"    |
| 11            | Gianni Vermeersch      | België              | + 1'51"    |
| 12            | David Menut            | Frankrijk           | + 1'54"    |
| 13            | Daan Soete             | België              | + 1'57"    |
| 14            | Corné van Kessel       | Nederland           | + 3'14"    |
| 15            | Joris Nieuwenhuis      | Nederland           | + 3'25"    |
| 16            | Steve Chainel          | Frankrijk           | + 3'28"    |
| 17            | Timon Rüegg            | Zwitserland         | + 3'29"    |
| 18            | Simon Zahner           | Zwitserland         | + 3'56"    |
| 19            | Michael Boroš          | Tsjechië            | + 5'28"    |
| 20            | Jan Nesvadba           | Tsjechië            | + 5'51"    |
| 21            | Nicolas Samparisi      | Italië              | + 5'57"    |
| 22            | Marcel Wildhaber       | Zwitserland         | + 6'13"    |
| 23            | Tomas Paprstka         | Tsjechië            | + 6'29"    |
| 24            | Cristian Cominelli     | Italië              | + 6'41"    |
| 25            | Ondrej Glajza          | Slowakije           | + 8'02"    |
| 26            | Stefano Capponi        | Italië              | - 1 ronde  |
| 27            | Matej Ulik             | Slowakije           | - 2 rondes |
| 28            | Manuel Müller          | Duitsland           | - 2 rondes |
| 29            | Simon Vozár            | Slowakije           | - 2 rondes |
| 30            | David Eriksson         | Zweden              | - 3 rondes |

| Pos. | Punten | Prijzengeld |
| ---- | ------ | ----------- |
| 1    | 100    | € 1.400     |
| 2    | 60     | € 800       |
| 3    | 40     | € 600       |
| 4    | 30     | -           |
| 5    | 25     | -           |
| 6    | 20     | -           |
| 7    | 17     | -           |
| 8    | 15     | -           |
| 9    | 12     | -           |
| 10   | 10     | -           |
| 11   | 8      | -           |
| 12   | 5      | -           |
| 13   | 4      | -           |
| 14   | 2      | -           |
| 15   | 1      | -           |

## Reglementen

### Landenquota
Nationale federaties mochten het volgende aantal deelnemers inschrijven:
- 8 rijders + 4 reserve rijders

### Startvolgorde
De startvolgorde per categorie was als volgt:
1. Meest recente UCI ranking veldrijden
2. Niet gerangschikte renners: per land in rotatie (o.b.v. het landenklassement van het laatste WK). De startvolgorde van niet gerangschikte renners binnen een team werd bepaald door de nationale federatie.

## Selectiecriteria

### België
Om in aanmerking te komen voor een selectie voor het EK was de Sporttechnische Commissie (STC) van de KBWB (Belgian Cycling) gekomen tot volgende selectiecriteria:
- Top 16 WB wedstrijd (Iowa, Waterloo, Bern)

Opmerkingen:

a. Belgian Cycling behield zich het recht voor om in functie van de omstandigheden af te wijken van de selectiecriteria, mits gemotiveerde beslissing.

b. Naast de criteria zou er nog rekening gehouden worden met volgende factoren die doorslaggevend konden zijn voor de definitieve selectie:

00 • de fysieke, conditionele en medische toestand van de atleet

00 • de morele kwaliteiten en de fair-play van de atleet

c. Indien er meer atleten selecteerbaar waren dan het door de UEC toegekende quotum zou de selectie bepaald worden op basis van de behaalde resultaten in andere internationale competities in 2019.

e. De verantwoordelijke bondscoach maakte volledig onafhankelijk en in eer en geweten zijn selectie. Hij kon hierbij geen rekening houden met de vleugel waar hij op de loonlijst stond of het eventuele statuut van de ene of andere kandidaat.

f. De selectie werd ter goedkeuring voorgelegd aan de vergadering van de STC. In geval van betwisting was alleen het dagelijks bestuur van Belgian Cycling bevoegd. De selectie moest eveneens goedgekeurd worden door het dagelijks bestuur van Belgian Cycling.
In totaal hebben 15 Belgen voldaan aan de selectiecriteria om een top 16 plek te behalen in een WB wedstrijd van Iowa, Waterloo of Bern. België mocht echter, volgens de regels van het UEC, maar 8 renners afvaardigen. De bondscoach heeft daarom een keuze moeten maken uit de rijders die hebben voldaan aan de selectiecriteria.
| Selectienorm        | #  | Renner                 | Top 16 WB wedstrijd             |                   |
| ------------------- | -- | ---------------------- | ------------------------------- | ----------------- |
| Top 16 WB wedstrijd | 1  | Eli Iserbyt            | 1e Iowa, Waterloo en Bern       | Geselecteerd      |
| Top 16 WB wedstrijd | 2  | Toon Aerts             | 2e Iowa, Waterloo en Bern       | Geselecteerd      |
| Top 16 WB wedstrijd | 3  | Michael Vanthourenhout | 3e Waterloo en Bern, 7e Iowa    | Geselecteerd      |
| Top 16 WB wedstrijd | 4  | Daan Soete             | 3e Iowa, 10e Bern, 11e Waterloo | Geselecteerd      |
| Top 16 WB wedstrijd | 5  | Gianni Vermeersch      | 4e Iowa en Waterloo             | Geselecteerd      |
| Top 16 WB wedstrijd | 6  | Quinten Hermans        | 4e Bern, 6e Waterloo, 9e Iowa   | Geselecteerd      |
| Top 16 WB wedstrijd | 7  | Laurens Sweeck         | 5e Iowa, 8e Bern, 16e Waterloo  | Geselecteerd      |
| Top 16 WB wedstrijd | 8  | Tim Merlier            | 7e Bern                         | Geselecteerd      |
| Top 16 WB wedstrijd | 9  | Nicolas Cleppe         | 7e Waterloo, 11e Bern, 12e Iowa | Reserve           |
| Top 16 WB wedstrijd | 10 | Jens Adams             | 9e Waterloo, 11e Iowa, 16e Bern | Reserve           |
| Top 16 WB wedstrijd | 11 | Tom Meeusen            | 10e Iowa, 15e Waterloo          | Reserve           |
| Top 16 WB wedstrijd | 12 | Jim Aernouts           | 8e Iowa, 10e Waterloo, 13e Bern | Niet geselecteerd |
| Top 16 WB wedstrijd | 13 | Thijs Aerts            | 12e Waterloo en Bern, 14e Iowa  | Niet geselecteerd |
| Top 16 WB wedstrijd | 14 | Diether Sweeck         | 13e Iowa                        | Niet geselecteerd |
| Top 16 WB wedstrijd | 15 | Dieter Vanthourenhout  | 15e Bern                        | Niet geselecteerd |

2015 · 
2016 · 
2017 · 
2018 · 
2019 ·
2020 ·
2021 ·
2022